# Eros (kærlighed)
 For alternative betydninger, se Eros. (Se også artikler, som begynder med Eros)
Eros betegner på oldgræsk en jordisk eller romantisk kærlighed. Ordet erotik er afledt heraf.
Eros = begæret efter det skønne